# Lechytia hoffi
Espèce
Lechytia hoffi est une espèce de pseudoscorpions de la famille des Lechytiidae.

## Distribution
Cette espèce est endémique des États-Unis. Elle se rencontre au Washington, en Oregon, en Californie, au Nevada, en Arizona, au Nouveau-Mexique, en Utah, au Colorado et au Dakota du Sud.

## Étymologie
Cette espèce est nommée en l'honneur de Clarence Clayton Hoff.

## Publication originale
- Muchmore, 1975 : The genus Lechytia in the United States (Pseudoscorpionida, Chthoniidae). Southwestern Naturalist, vol. 20, no 1, p. 13-27.